# 氧化还原指示剂

氧化态的亚甲蓝分子结构。

氧化还原指示剂（英語：Redox indicator）是一种用于氧化还原滴定中的指示剂，能在特定的电极电位发生明显的颜色变化。氧化还原指示剂一般是自身具有氧化还原性质的有机试剂，其氧化型与还原型具有不同的颜色，在化学计量点的体系电位附近发生氧化型到还原型，或还原型到氧化型的转变，从而引起溶液颜色突变，指示终点。

## 理论
以 {\displaystyle {\rm {\ In(Ox)}}} 表示指示剂的氧化型，{\displaystyle {\rm {\ In(Red)}}} 表示指示剂的还原型，则指示剂的氧还半反应为：
{\displaystyle \ In(Ox)+ne^{-}\rightleftharpoons In(Red)}
能斯特方程为：
{\displaystyle \ E=E_{In}^{\ominus \prime }+{\frac {RT}{nF}}\ln {\frac {c_{In(Ox)}}{c_{In(Red)}}}}，  其中 {\displaystyle \ E_{In}^{\ominus \prime }} 表示指示剂在一定条件下的条件电位。
一般来说，当 {\displaystyle \ c_{In(Ox)}/c_{In(Red)}>10} 时，溶液呈现氧化型的颜色；当 {\displaystyle \ c_{In(Ox)}/c_{In(Red)}<0.1} 时，溶液呈现还原型颜色；而当 {\displaystyle \ 10\geq c_{In(Ox)}/c_{In(Red)}\geq 0.1} 时，能明显观察到溶液颜色的变化。因此氧还指示剂的理论变色范围为 {\displaystyle \ E_{In}^{\ominus \prime }\pm {\frac {0.059V}{n}}}。
因为指示剂需要快速和可逆的颜色变化，因此指示剂的氧化还原平衡需要能够很快地建立。因此只有很少的有机氧化还原系统可用作此目的。
有两种常见的氧化还原指示剂类型：
- 金属有机配合物（例如邻二氮菲与金属形成的配离子）
- 有机的氧化还原系统（例如亚甲蓝）

有时一些有色的无机氧化剂或还原剂（例如高锰酸钾和重铬酸钾）也被称作氧化还原指示剂，它们利用滴定剂或被滴定液本身的颜色变化来指示终点，因此称为自身指示剂。还有一类指示剂称为专属指示剂，本身无氧化还原性质，但可以与滴定体系中的氧化剂或还原剂结合而显示出与其本身不同的颜色，例如可以与 I3− 生成深蓝色错合物的淀粉指示剂以及与 Fe3+ 形成红色配合物的硫氰酸钾。
几乎所有的氧化还原指示剂与有机氧化还原系统都涉及质子（即H+）作为电化学反应的参与物，因此有时氧化还原指示剂也可以分为两种：依赖或不依赖特定pH值。

## 不依赖pH的氧化还原指示剂
| 指示剂                       | Eo/V    | 氧化态颜色 | 还原态颜色 |
| ---------------------------- | ------- | ---------- | ---------- |
| 2,2'-联吡啶钌配离子          | +1.33 V | 无色       | 黄色       |
| 5-硝基邻二氮菲亚铁配离子     | +1.25 V | 青色       | 红色       |
| N-苯基邻氨基苯甲酸           | +1.08 V | 紫红       | 无色       |
| 1,10-邻二氮菲亚铁配离子      | +1.06 V | 青色       | 红色       |
| 羊毛罂红                     | +1.00 V | 红色       | 黄色       |
| 百草枯                       | +1.0 V  | 蓝色       | 无色       |
| 2,2'-联吡啶亚铁配离子        | +0.97 V | 青色       | 红色       |
| 5,6-二甲基邻二氮菲亚铁配离子 | +0.97 V | 黄绿       | 红色       |
| 3,3'-二甲氧基联苯胺          | +0.85 V | 红色       | 无色       |
| 二苯胺磺酸钠                 | +0.84 V | 紫红       | 无色       |
| N,N'-二苯基联苯胺            | +0.76 V | 紫色       | 无色       |
| 二苯胺                       | +0.76 V | 紫色       | 无色       |
| 紫精                         | +1.0 V  | 蓝色       | 无色       |

## 依赖pH的氧化还原指示剂
| 指示剂                   | Eo/V 在pH=0时 | Eo/V 在pH=7时 | 氧化态颜色 | 还原态颜色 |
| ------------------------ | ------------- | ------------- | ---------- | ---------- |
| 二氯酚靛酚钠             | +0.64 V       | +0.22 V       | 蓝色       | 无色       |
| 邻甲酚靛钠               | +0.62 V       | +0.19 V       | 蓝色       | 无色       |
| 硫堇（劳氏紫）           | +0.56 V       | +0.06 V       | 紫色       | 无色       |
| 亚甲蓝                   | +0.53 V       | +0.01 V       | 蓝色       | 无色       |
| 靛蓝四磺酸               | +0.37 V       | -0.05 V       | 蓝色       | 无色       |
| 靛蓝三磺酸               | +0.33 V       | -0.08 V       | 蓝色       | 无色       |
| 靛蓝胭脂红（靛蓝二磺酸） | +0.29 V       | -0.13 V       | 蓝色       | 无色       |
| 靛蓝单磺酸               | +0.26 V       | -0.16 V       | 蓝色       | 无色       |
| 苯酚番红                 | +0.28 V       | -0.25 V       | 红色       | 无色       |
| 番红T                    | +0.24 V       | -0.29 V       | 紫红       | 无色       |
| 中性红                   | +0.24 V       | -0.33 V       | 红色       | 无色       |